# 마이클 이안 블랙

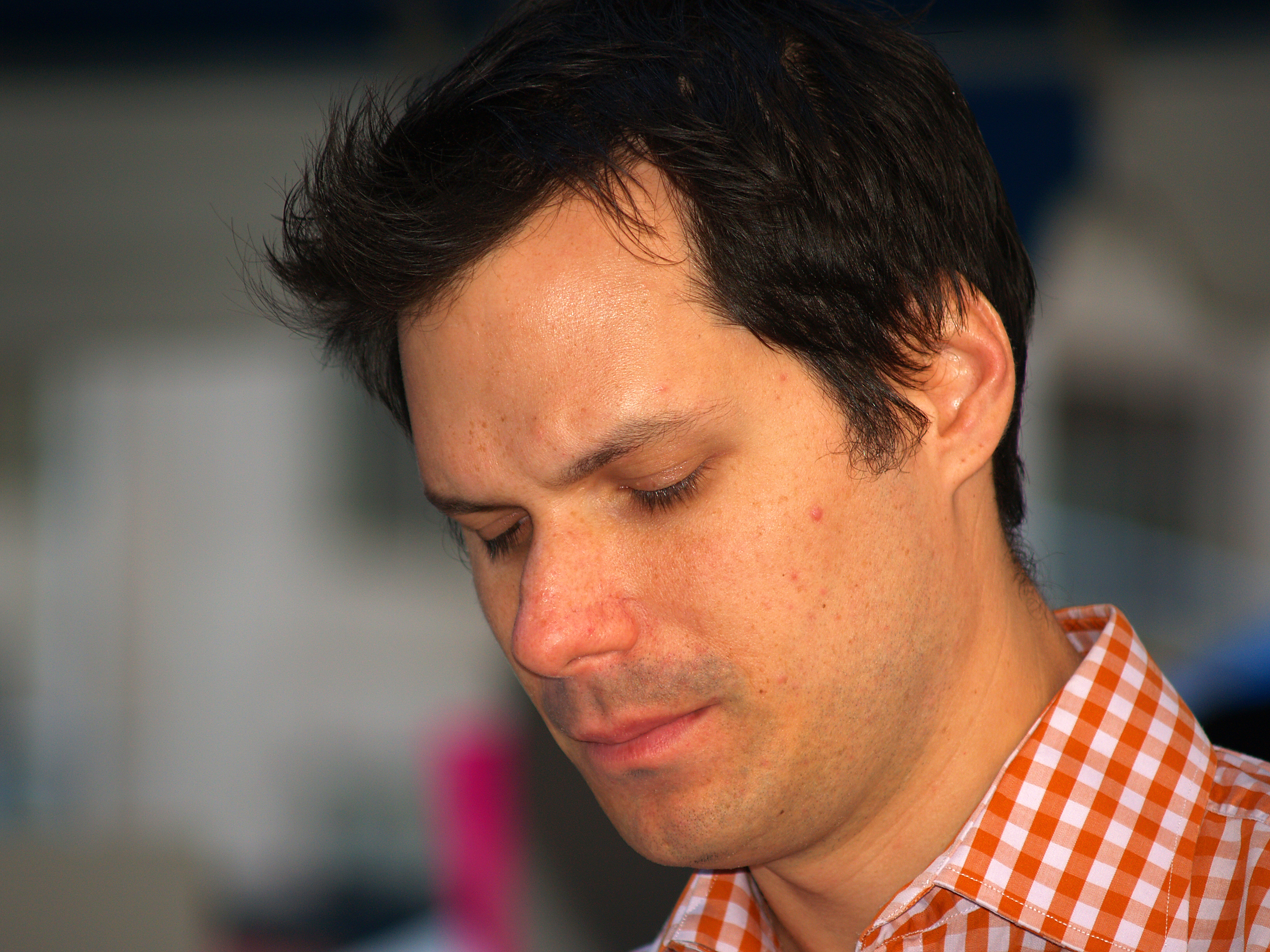

마이클 이언 블랙(Michael Ian Black, 1971년 8월 12일 ~ )은 미국의 배우, 각본가, 팟캐스터이다.
시카고에서 태어났다.

## 출연 작품

### 영화
- Big Helium Dog (1999)
- 블레어 윗치 패러디 (2000, The Bogus Witch Project)
- 웻 핫 아메리칸 썸머 (2001)
- Alchemy (2005)
- 백스터 (2005, The Baxter)
- 처음 본 그녀에게 프로포즈하기 (2006, Wedding Daze) - 각본, 연출 겸임
- 르노 911! - 마이애미 (2007)
- 더 텐 (2007)
- 런, 팻보이, 런 (2007) - 각본 겸임
- 테이크 미 홈 투나잇 (2011)
- 헬베이비 (2013) - 마셜 의사 역
- 데이 케임 투게더 (2014, They Came Together)
- 스모쉬: 더 무비 (2015, Smosh: The Movie)
- Slash (2016)
- Folk Hero & Funny Guy (2016)
- 섹스튜플리츠 (2019, Sextuplets)

### 텔레비전
- 에드 (2000-04)
- 르노 911! (2003-22)
- The Late Late Show with Craig Kilborn (2004) - 초대 손님
- 지미 키멀 라이브! (2004, 2005) - 출연 / 초대 손님
- Comedy Central Presents (2004-08) - 본인
- 더 레이트 레이트 쇼 위드 크레이그 퍼거슨 (2006-15) - 초대 손님
- 리퍼 (2008-09)
- Us & Them (2013-14)
- 웻 핫 아메리칸 썸머: 퍼스트 데이 오브 캠프 (2015) - 매킨리 역